# アルトゥシュ市
アルトゥシュ市（アルトゥシュし）は、中華人民共和国新疆ウイグル自治区クズルス・キルギス自治州に位置する県級市。同自治州の政府の所在地であり、住民の80%をウイグル族が占める。

## 地理
「アルトゥシュ」はキルギス語で「二つの山の間」を意味する。天山南麓、タリム盆地の西北部の地で、市域北部は皆山地であり、中南部は砂漠が多い。年平均気温12℃、降水量80mm。

## 歴史
漢時代は疏勒に、隋時代には突厥に属し、唐は疏勒都督府を設けた。古代のシルクロード上の重鎮となり、今日に至っても依然に貿易が盛んである。宋代からはカラハン国に属した。清代には阿斯図阿爾図什と称され、後に阿図什へと変遷した。1942年に阿図什県を設け、1986年に県級市となった。

## 行政区画
3街道、1鎮、6郷を管轄：
- 街道弁事処：幸福路街道、光明路街道、新城街道
- 鎮：ウストゥン・アルトゥシュ鎮（ユステュン・アルトゥシュ鎮、上阿図什鎮）
- 郷：スンタグ郷（スュンタグ郷、松他克郷）、アザク郷（阿扎克郷）、アグ郷（阿湖郷）、カッタイラク郷（格達良郷）、カラジュル郷（カラジョル郷、哈拉峻郷）、テギルメティ郷（テュギュルミティ郷、吐古買提郷）

## 経済
アルトゥシュの経済は農業が主で、産物は綿花、葡萄、綿羊などが主である。特産品はイチジクであり、品質は最上で、名高く、生産量は中国第一である。市内には岩塩鉱などの資源もある。

## 交通

### 鉄道
- 中国国家鉄路集団
  - 南疆線

### 道路
- 高速道路
  -  吐和高速道路
  -  阿伊高速道路（中国語版）
- 国道
  - G219国道
  - G314国道